# دانيال دبليو. غوش
دانيال دبليو. غوش هو محامي وسياسي أمريكي، ولد في 8 يناير 1820 في Wells, Maine ‏ في الولايات المتحدة، وتوفي في 11 نوفمبر 1891 في ميلروز في الولايات المتحدة. نشط حزبياً في الحزب الجمهوري. وقد انتخب عضو مجلس نواب ماساتشوستس ‏ وانتخب عضو مجلس النواب الأمريكي ‏.